# دروغ‌های واقعی (مجموعه تلویزیونی)
دروغ‌های واقعی (به انگلیسی: True Lies) یک مجموعه تلویزیونی اکشن و ماجراجویانه آمریکایی با بازی استیو هاوی که توسط مت نیکس ساخته شده‌است، بر اساس فیلمی به همین نام در سال ۱۹۹۴ توسط جیمز کامرون، که خود بر اساس فیلم فرانسوی در سال ۱۹۹۱ ساخته شده‌است. این مجموعه اولین بار در ۱ مارس ۲۰۲۳ در سی‌بی‌اس پخش شد.

## زمینه سریال
این سریال حول محور یک زن خانه‌دار حومه شهر می‌چرخد که متوجه می‌شود شوهر مشاور کامپیوتر فروش‌اش یک جاسوس بین‌المللی ماهر است که آنها را به نجات دنیا و ازدواجشان هدایت می‌کند.

## بازخوردها
وب‌سایت جمع‌آوری نقد و بررسی راتن تومیتوز، بر اساس ۱۹ بررسی منتقد، ۴۲٪ امتیاز تأیید با میانگین امتیاز ۴٫۶ از ۱۰ را گزارش کرد. اجماع منتقدان این وب‌سایت چنین می‌گوید: «دروغ‌های واقعی ممکن است نام یک فیلم بلاک‌باستر سینمایی را قرض بگیرند، اما هیچ‌یک از شخصیت‌هایی که آن را از حوزه شلوغ عاشقانه‌های جاسوسی متمایز می‌کند، حفظ نمی‌کند.» در متاکریتیک، که از میانگین وزنی استفاده می‌کند. بر اساس ۱۴ منتقد، امتیاز ۴۹ از ۱۰۰ را به خود اختصاص داده‌است که نشان دهنده «بررسی‌های مختلط یا متوسط» است.